# Naoko Mori

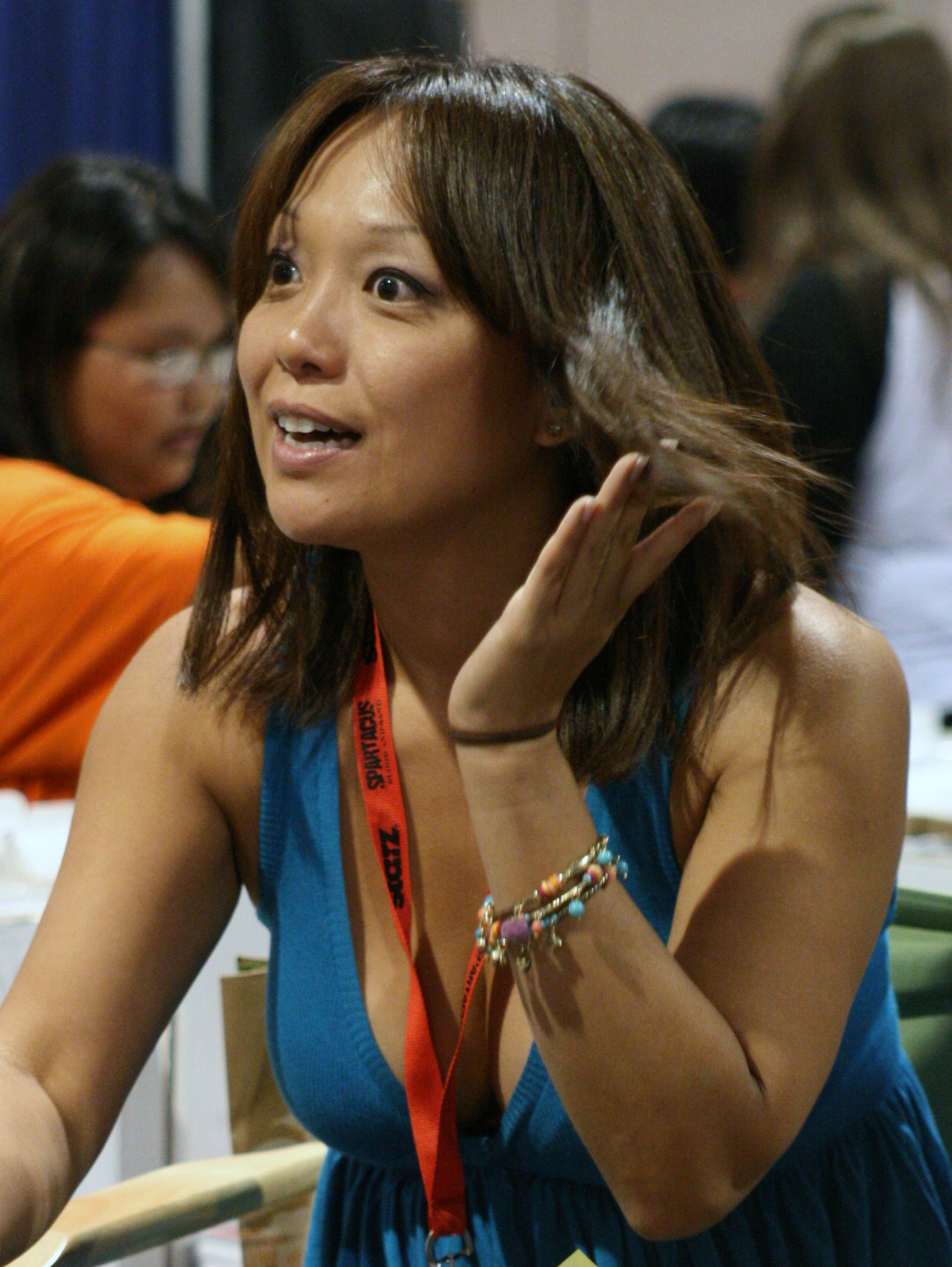
Naoko Mori (2009)

Naoko Mori (anhörenⓘ, japanisch 森 尚子 Naoko Mori; * 19. November 1975 in Nagoya, Japan) ist eine japanische Schauspielerin. Sie spielte unter anderem Hauptrollen in Torchwood und Doctor Who.

## Leben
Naoko Mori wuchs in Japan, den Vereinigten Staaten und England auf. Als Mori 15 Jahre alt war, kehrte ihre Familie nach Japan zurück. Mori entschied sich dafür, in London zu bleiben und besuchte dort eine Schauspielschule. Als 17-Jährige spielte sie im Londoner West End die Hauptrolle im Musical Miss Saigon an der Seite von John Barrowman.
Danach begann sie ihre Karriere vor der Kamera in Fernseh- und Kinoproduktionen aufzubauen. Nach einem Auftritt als Dr. Sato in der britischen Serie Doctor Who erzielte sie ihren Durchbruch, als Russell T Davies sie und ihren Charakter als Hauptrolle für seine Science-Fiction-Serie Torchwood übernahm.

## Filmografie (Auswahl)

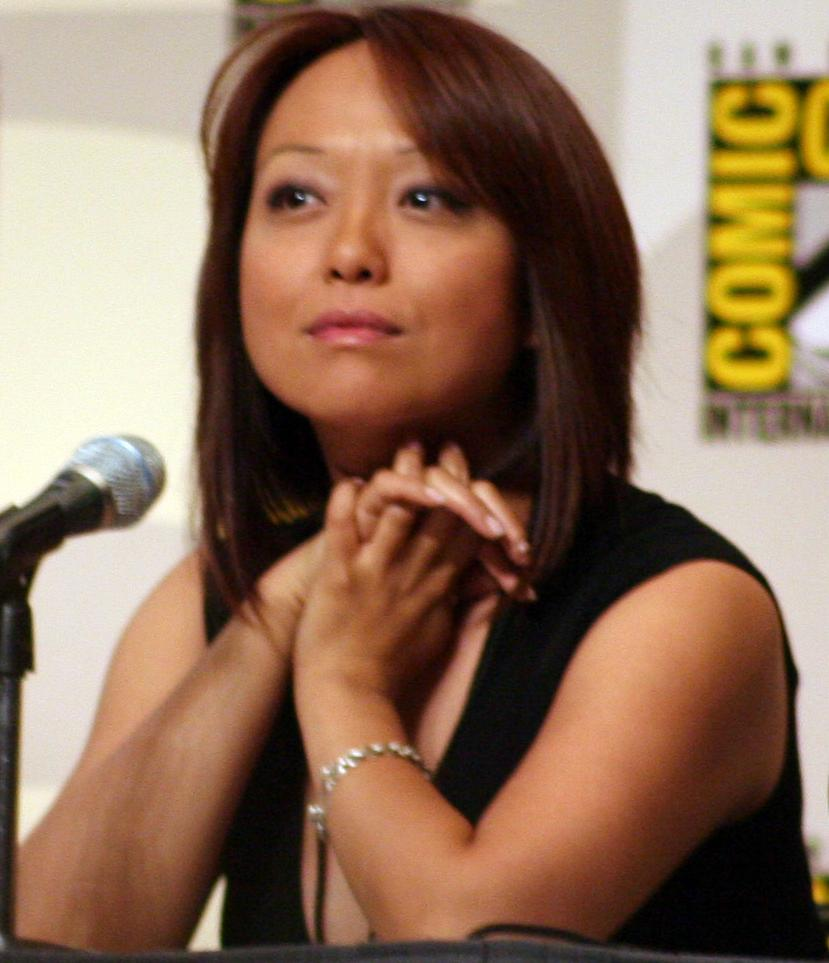
Naoko Mori (2008)

- 1992: Desmond’s (Fernsehserie, 1 Folge)
- 1992–2012: Absolutely Fabulous (Fernsehserie, 12 Folgen)
- 1993–1994: Casualty (Fernsehserie, 1 Folge)
- 1995: Hackers – Im Netz des FBI (Hackers)
- 1997: Spiceworld – Der Film (Spice World)
- 1997: Thief Takers (Fernsehserie, 2 Folgen)
- 1998: Bugs – Die Spezialisten (Fernsehserie, 1 Folge)
- 1999: Psychos (Fernsehminiserie)
- 1999: Topsy-Turvy – Auf den Kopf gestellt (Topsy-Turvy)
- 2000: Running Time
- 2001: Judge John Deed (Fernsehserie, 2 Folgen)
- 2001: Ka (Sprechrolle)
- 2002: Doctors (Fernsehserie, 1 Folge)
- 2002: Murder in Mind (Fernsehserie, 1 Folge)
- 2002: Spooks – Im Visier des MI5 (Spooks, Fernsehserie, 1 Folge)
- 2003: Mile High (Fernsehserie, 1 Folge)
- 2003: Späte Jungs (Manchild, Fernsehserie, 1 Folge)
- 2004: The Smoking Room (Fernsehserie, 1 Folge)
- 2005: Doctor Who (Fernsehserie, 1 Folge)
- 2005: Genji (Sprechrolle)
- 2005: Hiroshima (Fernsehfilm)
- 2005: Hot Tub Ranking (Fernsehserie, 6 Folgen)
- 2005: Perfect Dark Zero (Sprechrolle)
- 2006: Genji: Kamui sôran
- 2006: Little Miss Jocelyn (Fernsehserie, 1 Folge)
- 2006–2008: Torchwood (Fernsehserie, 26 Folgen)
- 2010: Lennon Naked (Fernsehfilm)
- 2011: Private Practice (Fernsehserie, 1 Folge)
- 2011: Three Inches (Fernsehfilm)
- 2015: Everest
- 2015: Inspector Barnaby (Midsomer Murders, Fernsehserie, Folge 17x04: Ein letzter Tropfen (A Vintage Murder))
- 2017: Life
- 2018: Mamma Mia! Here We Go Again
- 2019: The Terror (Fernsehserie, 10 Folgen)
- 2022: Mr. Malcolm’s List
- 2022: Mammals (Fernsehserie, 3 Folgen)
- 2023: The Chelsea Detective (Fernsehserie, 1 Folge)
- 2024: 3 Body Problem (Fernsehserie, 1 Folge)